# NUDT13
NUDT13 (англ. Nudix hydrolase 13) – білок, який кодується однойменним геном, розташованим у людей на 10-й хромосомі. Довжина поліпептидного ланцюга білка становить 352 амінокислот, а молекулярна маса — 39 688.
| 10         |  | 20         |  | 30         |  | 40         |  | 50         |
| ---------- |  | ---------- |  | ---------- |  | ---------- |  | ---------- |
| MSLYCGIACR |  | RKFFWCYRLL |  | STYVTKTRYL |  | FELKEDDDAC |  | KKAQQTGAFY |
| LFHSLAPLLQ |  | TSAHQYLAPR |  | HSLLELERLL |  | GKFGQDAQRI |  | EDSVLIGCSE |
| QQEAWFALDL |  | GLDSSFSISA |  | SLHKPEMETE |  | LKGSFIELRK |  | ALFQLNARDA |
| SLLSTAQALL |  | RWHDAHQFCS |  | RSGQPTKKNV |  | AGSKRVCPSN |  | NIIYYPQMAP |
| VAITLVSDGT |  | RCLLARQSSF |  | PKGMYSALAG |  | FCDIGESVEE |  | TIRREVAEEV |
| GLEVESLQYY |  | ASQHWPFPSG |  | SLMIACHATV |  | KPGQTEIQVN |  | LRELETAAWF |
| SHDEVATALK |  | RKGPYTQQQN |  | GTFPFWLPPK |  | LAISHQLIKE |  | WVEKQTCSSL |
| PA         |  |            |  |            |  |            |  |            |

A: Аланін

C: Цистеїн

D: Аспарагінова кислота

E: Глутамінова кислота

F: Фенілаланін

G: Гліцин

H: Гістидин

I: Ізолейцин

K: Лізин

L: Лейцин

M: Метіонін

N: Аспарагін

P: Пролін

Q: Глутамін

R: Аргінін

S: Серин

T: Треонін

V: Валін

W: Триптофан

Кодований геном білок за функцією належить до гідролаз. 
Задіяний у такому біологічному процесі, як альтернативний сплайсинг. 